# 張涛 (1964年生)
張 涛（ちょう とう、チャン・タオ、簡体字中国語: 张涛、1964年6月 - ）は、中華人民共和国の政治家。安徽省濉渓県の出身。漢族。中国民主促進会に所属。

## 経歴
1988年に日本に留学し、東北大学金属材料研究所で修士号と博士号を取得。1993年、工学博士号を取得した後、同研究所で助手となった。2000年3月、東北大学金属材料研究所にて副教授に昇進。2002年10月、教育部は長江学者特聘教授を授与し、国家傑出青年基金獲得者とした。2003年7月、北京航空航天大学材料学院で材料学教授に招聘され、博士課程教授となった。2013年には、第12回全国人民代表大会常務委員会委員、全国人民代表大会内務司法委員会委員、民進中央常任委員会委員、北京航空航天大学国家重点実験室首席科学家を任された。
2008年に第11回全国人民代表大会に選出、2013年に第12回全国人民代表大会安徽地区代表に選出。